# Walter W-V
Walter W-V byl dvanáctiválcový vidlicový motor vyráběný společností Akciová továrna automobilů Josef Walter a spol., která v roce 1929 zakoupila licenci na vodou chlazené dvanáctiválcové vidlicové letecké motory značky FIAT (FIAT Aviazione) s různými variantami zdvihových objemů a výkonů, které produkovala pod označeními W-V až W-VIII. Většina členů této řady existovala i v reduktorové verzi označené za názvem typu písmenem R a existovaly také překomprimované výškové verze označené písmenem A.

## Vznik a vývoj
Od roku 1929 byly připraveny k výrobě licenční italské motory Fiat z typové řady Fiat A (A.20/W-V, A.22/W-VI, A.24/W-VII, A.25/W-VIII). Italské motory navržené konstruktérem Tranquillem Zerbim a vyráběné po celá 20. léta 20. století byly úspěšně nasazeny např. na letounech CANT, Caproni, Fiat, Macchi, Piaggio, SIAI a Savoia-Marchetti (Savoia-Marchetti S.55A, Savoia-Marchetti S.64, Savoia-Marchetti S.66). Byly to osvědčené motory a konstrukce byla zčásti unifikovaná, takže mnohé součásti jednotlivých typů byly společné a navzájem zaměnitelné. Modifikované verze W-V A a W-VI A pro vysokou nadmořskou výšku měly zvýšený kompresní poměr a kalibrované karburátory. Jako palivo se u těchto komprimovaných motorů používala směs složená z 55% leteckého benzínu, 23% ethanolu a 22% benzenu.
Všechny motory Walter byly homologovány na 100 hodin. Přestože se jednalo o licenci směla továrna Walter exportovat tyto motory do "celého" světa.

## Popis motorů
Motorová skříň byla podélně dělená ve vertikální rovině a byla odlita z hliníkové slitiny s výjimkou typu W-VII A, kde byl použit elektron. V horní části skříně byl zalomený klikový hřídel, uložený v sedmi ložiscích, a na něm byly upevněny válce. Spodek skříně měl funkci pouze jako sběrač oleje. Ložiska zalomeného hřídele měla ocelové pánve, lisované v zápustkách.
Tepelně zpracované písty byly z hliníkové slitiny odlévané do kokil. Každý píst měl 2 (popř. 3) těsnicí pístní kroužky a 2 stírací. Ojnice průřezu H byly výlisky. Typy W-V až W-VII měly hlavní ojnici s okem pro vedlejší ojnici, u typu W-VIII byly obě klikové hlavy rozvidlené.
Hlavy válců byly rovněž odlity z hliníkové slitiny. Ve hlavách byly uloženy vačkové hřídele rozvodu OHV. Rozvod byl řízen dvěma vačkovými hřídeli pro každou řadu válců, jedním pro ventily sací, druhým pro ventily výfukové. Válce byly výkovky z oceli a byly uspořádány po šesti na každé straně pod úhlem 60°. 
Dvojité karburátory původní konstrukce Fiat využívaly předehřátou (vodou ohřívanou) palivovou směs a byly umístěny v ose motoru uprostřed mezi řadami válců. Zapalovací magneta Scintilla byla vybavena automatickou změnou předstihu až o 45°. Typy W-V až W-VII měly 2 magneta, W-VIII čtyři. Všechny náhony a příslušenství (magneto, vodní čerpadlo, olejová pumpa) byly umístěny na zadním víku motoru.
Vodní chlazení motoru uvádělo do činnosti vodní čerpadlo, které bylo umístěno vzadu pod motorem. Olejová pumpa s náhony pro mazání motoru tlakovým olejem byla uložena na zadním víku skříně. Jedno čerpadlo bylo tlakové a dvě čisticí v jedné jednotce.

## Operační nasazení
Motory existovaly pouze ve vzorcích dovezených z Itálie. Měly se v jinonické továrně vyrábět pouze v případě projeveného zájmu některou z československých leteckých továren. Ten se však neobjevil, protože československé vojenské letectvo se zaměřilo na licenční motory francouzské firmy Hispano Suiza, které vyráběla ve 30. letech 20. století letňanská továrna Avia (Avia V-36, Avia Vr-36 a Avia HS 12Ydrs). Neopakovala se tak historie s úspěšnou licenční výrobou motorů W-III (1923), W-IV (1923–8), Jupiter (1927–32) a Merkur (1931–4).

## Specifikace
Údaje dle 

### Technické údaje
| Označení typu                | W-V                                              | W-V A                                            | W-VI                                             | W-VI R                                           | W-VI A                                           | W-VII                                            | W-VII R                                          | W-VIII                                           |
| typ motoru                   | vodou chlazený, pístový motor s válci do V (60°) | vodou chlazený, pístový motor s válci do V (60°) | vodou chlazený, pístový motor s válci do V (60°) | vodou chlazený, pístový motor s válci do V (60°) | vodou chlazený, pístový motor s válci do V (60°) | vodou chlazený, pístový motor s válci do V (60°) | vodou chlazený, pístový motor s válci do V (60°) | vodou chlazený, pístový motor s válci do V (60°) |
| počet válců                  | 12                                               | 12                                               | 12                                               | 12                                               | 12                                               | 12                                               | 12                                               | 12                                               |
| vrtání (mm)                  | 115                                              | 115                                              | 135                                              | 135                                              | 135                                              | 140                                              | 140                                              | 170                                              |
| zdvih (mm)                   | 150                                              | 150                                              | 160                                              | 160                                              | 160                                              | 175                                              | 175                                              | 200                                              |
| zdvihový objem (cm3)         | 18 996                                           | 18 996                                           | 27 920                                           | 27 920                                           | 27 920                                           | 32 840                                           | 32 840                                           | 54 475                                           |
| délka (mm)                   | 1 645                                            |                                                  |                                                  |                                                  |                                                  | 1 770                                            |                                                  |                                                  |
| šířka (mm)                   | 645                                              |                                                  |                                                  |                                                  |                                                  | 735                                              |                                                  |                                                  |
| výška (mm)                   | 845                                              |                                                  |                                                  |                                                  |                                                  | 1 065                                            |                                                  |                                                  |
| kompresní poměr              | 5,7:1                                            | 8:1                                              | 5,5:1                                            | 5,5:1                                            | 7,5:1                                            | 5,7:1                                            | 5,7:1                                            | 5,25:1                                           |
| převod na vrtuli             |                                                  |                                                  |                                                  | 1:1,545                                          |                                                  |                                                  |                                                  | 1:1,545                                          |
| hmotnost (kg)                | 331                                              | 331                                              | 439                                              | 516                                              | 439                                              | 463                                              | 522                                              | 816                                              |
| hmotnost s vrt. nábojem (kg) | 345                                              | 345                                              | 455                                              | 532                                              | 455                                              | 481                                              | 540                                              | 840                                              |

### Součásti
| Označení typu                | W-V                                                                                      | W-V A                                                                                    | W-VI                                                                                     | W-VI R                                                                                   | W-VI A                                                                                   | W-VII                                                                                    | W-VII R                                                                                  | W-VIII                                                                                   |
| rozvod                       | OHV, dva ventily na každý válec                                                          | OHV, dva ventily na každý válec                                                          | OHV, dva ventily na každý válec                                                          | OHV, dva ventily na každý válec                                                          | OHV, dva ventily na každý válec                                                          | OHV, dva ventily na každý válec                                                          | OHV, dva ventily na každý válec                                                          | OHV, dva ventily na každý válec                                                          |
| palivový systém              | karburátor                                                                               | karburátor                                                                               | karburátor                                                                               | karburátor                                                                               | karburátor                                                                               | karburátor                                                                               | karburátor                                                                               | karburátor                                                                               |
| palivo                       | letecký benzín                                                                           | letecký benzín                                                                           | letecký benzín                                                                           | letecký benzín                                                                           | letecký benzín                                                                           | letecký benzín                                                                           | letecký benzín                                                                           | letecký benzín                                                                           |
| spotřeba paliva (g·h−1·k−1)  | 230                                                                                      | 230                                                                                      | 215–235                                                                                  | 215–235                                                                                  | 215–235                                                                                  | 225                                                                                      | 235                                                                                      | 230–240                                                                                  |
| spotřeba paliva (g·h−1·kW−1) | 320                                                                                      | 320                                                                                      | 306                                                                                      | 306                                                                                      | 306                                                                                      | 306                                                                                      | 320                                                                                      | 320                                                                                      |
| startér                      | pneumatický, externí Viet nebo vlastní startér na stlačený vzduch náhonem od rozdělovače | pneumatický, externí Viet nebo vlastní startér na stlačený vzduch náhonem od rozdělovače | pneumatický, externí Viet nebo vlastní startér na stlačený vzduch náhonem od rozdělovače | pneumatický, externí Viet nebo vlastní startér na stlačený vzduch náhonem od rozdělovače | pneumatický, externí Viet nebo vlastní startér na stlačený vzduch náhonem od rozdělovače | pneumatický, externí Viet nebo vlastní startér na stlačený vzduch náhonem od rozdělovače | pneumatický, externí Viet nebo vlastní startér na stlačený vzduch náhonem od rozdělovače | pneumatický, externí Viet nebo vlastní startér na stlačený vzduch náhonem od rozdělovače |
| zapalování                   | magneta Scintilla                                                                        | magneta Scintilla                                                                        | magneta Scintilla                                                                        | magneta Scintilla                                                                        | magneta Scintilla                                                                        | magneta Scintilla                                                                        | magneta Scintilla                                                                        | magneta Scintilla                                                                        |
| mazání                       | tlakovým olejem 12–14 atm olejovou pumpou                                                | tlakovým olejem 12–14 atm olejovou pumpou                                                | tlakovým olejem 12–14 atm olejovou pumpou                                                | tlakovým olejem 12–14 atm olejovou pumpou                                                | tlakovým olejem 12–14 atm olejovou pumpou                                                | tlakovým olejem 12–14 atm olejovou pumpou                                                | tlakovým olejem 12–14 atm olejovou pumpou                                                | tlakovým olejem 12–14 atm olejovou pumpou                                                |
| chlazení                     | vodou prostřednictvím čerpadla                                                           | vodou prostřednictvím čerpadla                                                           | vodou prostřednictvím čerpadla                                                           | vodou prostřednictvím čerpadla                                                           | vodou prostřednictvím čerpadla                                                           | vodou prostřednictvím čerpadla                                                           | vodou prostřednictvím čerpadla                                                           | vodou prostřednictvím čerpadla                                                           |

### Výkon
| Označení typu              | W-V       | W-V A     | W-VI      | W-VI R    | W-VI A    | W-VII     | W-VII R   | W-VIII    |
| výkon (k)                  | 430–460   | 430–540   | 570–620   | 560–600   | 570–740   | 700–750   | 700–750   | 950–1000  |
| výkon (kW)                 | 321–343   | 321–403   | 425–462   | 418–447   | 425–552   | 522–559   | 522–559   | 708–746   |
| otáčky motoru (ot/min)     | 2060–2300 | 2060–2400 | 1900–2100 | 1950–2100 | 1900–2200 | 2000–2200 | 2050–2250 | 1700–1900 |
| výkon (k) ve výšce 5 000 m | 250       | 290       | 330       | 325       | 400       | 400       | 400       | 570       |
| specifický výkon (k/l)     | 21,5      | 21,5      | 20,4      | 20,0      | 20,4      | 21,3      | 21,3      | 17,4      |
| měrná hmotnost (kg/k)      | 0,802     | 0,802     | 0,798     | 0,950     | 0,798     | 0,687     | 0,710     | 0,884     |

## Galerie

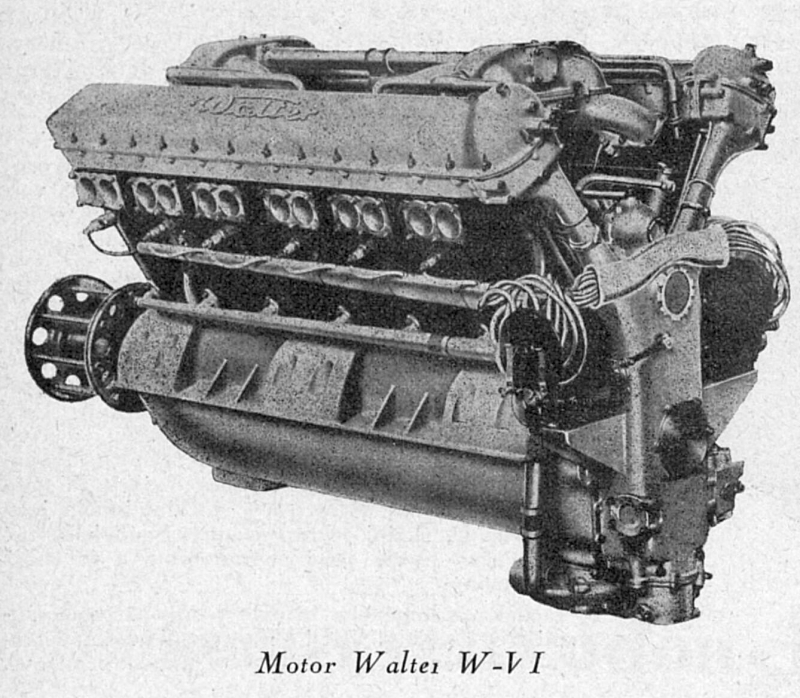
Walter W-VI (1929)
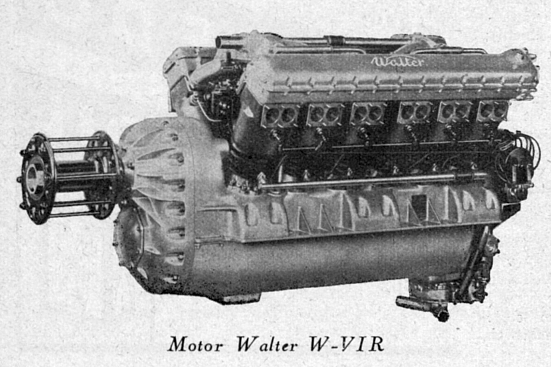
Walter W-VI R (1929)
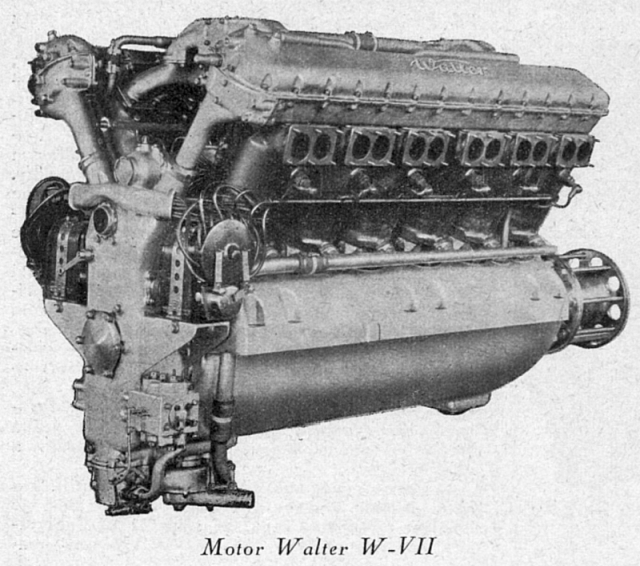
Walter W-VII (1929)
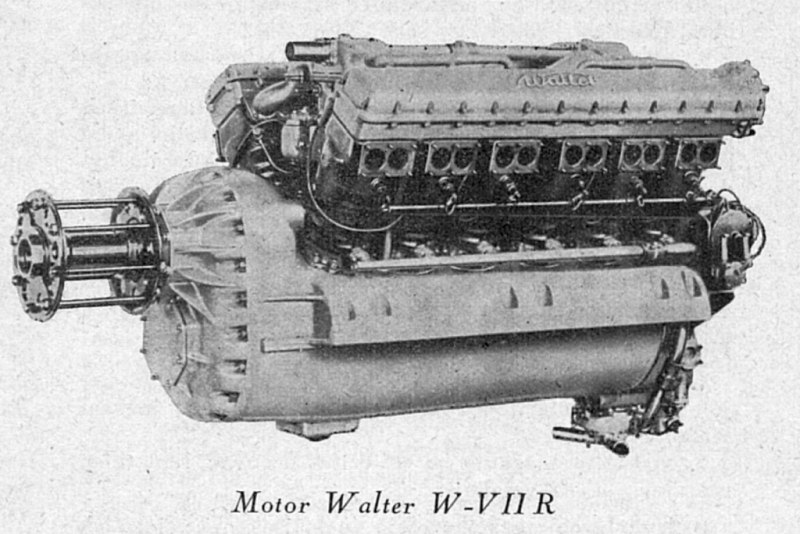
Walter W-VII R (1929)
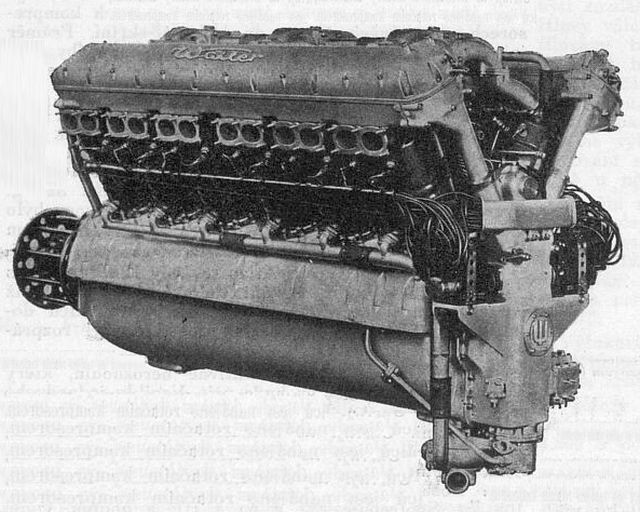
Walter W-VIII (1929)